# Puerto Castilla (kommun)
Puerto Castilla är en kommun i Spanien.   Den ligger i provinsen Provincia de Ávila och regionen Kastilien och Leon, i den centrala delen av landet, 160 km väster om huvudstaden Madrid. Antalet invånare är 102. Arean är 43 kvadratkilometer.
Terrängen i Puerto Castilla är huvudsakligen kuperad, men västerut är den bergig.